# Jan Gruntorád
Jan Gruntorád  (* 19. října 1951 Olomouc) je český informatik a manažer. Patří mezi průkopníky internetu v Česku a je často označovaný jako Otec českého internetu.  V roce 2021 byl uveden jako první Čech do Internetové síně slávy. Mezi léty 1996 až 2021 byl ředitelem sdružení CESNET.

## Životopis
Po absolvování střední školy v Olomouci pokračoval v studiu na ČVUT v Praze na elektrotechnické fakultě. Po ukončení studia v roce 1975 začal pracovat v Oblastním výpočetním centru vysokých škol (Výpočetní centrum ČVUT) v Praze. Disertační práci obhájil v roce 1989 na katedře telekomunikační techniky FEL ČVUT v Praze. V roce 1991 vedl tým, který připojil do sítě Internet sálový počítač na ČVUT. 13. února 1992 organizoval oficiální předvedení funkčního připojení na Internet široké veřejnosti. Předsedou mezinárodní organizace CEENet (Central and Eastern European Network Association) byl  1998 – 2003 a v letech 2003 – 2009 byl členem představenstva firmy DANTE (Delivery of Advanced Network Technology to Europe). Mezi léty 1996 až 2021 byl ředitelem sdružení CESNET. V roce 1998 se účastnil založení organizace CZ.NIC, kdy jako zástupce CESNETu podepsal zakladatelskou smlouvu.

## Ocenění
- 2016 - medaile Karel Vietsch Foundation za příspěvek k výzkumu a vývoji pokročilých internetových technologií zaměřených na podporu vědy, výzkumu a vysokého školství[7]
- 2019 - pamětní medaile Masarykovy University u příležitosti 100. výročí založení university[8]
- 2021 - uveden do Internetové síně slávy[3][4]
- 2022 - ocenění za celoživotní přínos českému internetu v anketě Křišťálová Lupa[9]
- 2024 -  Medaile Za zásluhy 1. stupně, za zásluhy o stát v oblasti techniky[10]